# Podarge papou
Podargus papuensis
Espèce
Statut de conservation UICN

 LC  : Préoccupation mineure
Le Podarge papou (Podargus papuensis) est une espèce d’oiseau de la famille des Podargidae.

## Camouflage
Cet oiseau est un spécialiste dans l'art du camouflage. En effet ses plumes se confondent parfaitement avec le tronc des arbres. Étant un animal nocturne, cela lui permet de  dormir à découvert pendant le jour. Pour rendre l'illusion parfaite il reste parfaitement immobile, étire le cou et la tête afin que son bec court soit dans le prolongement de son corps et garde les yeux clos. De cette manière, il imite parfaitement l'extrémité d'une branche morte.
Si toutefois il est menacé, il dispose d'une autre parade : il abaisse les ailes et hérisse les plumes de la tête. Il parait alors beaucoup plus gros qu'il ne l'est réellement.

## Répartition
Il se trouve principalement en Australie, Indonésie, et en Papouasie-Nouvelle-Guinée.

## Habitat
Il vit dans les forêts tropicales ou subtropicales humides.

## Sous-espèces
D'après Alan P. Peterson, cette espèce est constituée des trois sous-espèces suivantes :
- Podargus papuensis baileyi  Mathews 1912
- Podargus papuensis papuensis  Quoy & Gaimard 1830
- Podargus papuensis rogersi  Mathews 1912